# Sekstus Roscjusz
Sekstus Roscjusz łac. Sextus Roscius (I wiek p.n.e.) – syn bogatego latyfundysty z Amerii zamordowanego w Rzymie. Roscjusz został oskarżony przez krewnych o ojcobójstwo, a w jego obronie słynną mowę wygłosił młody Cyceron.

## Proces
Całość informacji o Sekstusie Roscjuszu pochodzi w zasadzie z jednego źródła, mowy obrończej Cycerona pro Sexto Roscio Amerino. Krótką wzmiankę o nim podaje również Plutarch (Cyceron III).
W wyniku spisku jaki uknuła rodzina Sekstusa, został on pozbawiony majątku i oskarżony o zabójstwo ojca. Starszego z Roscjuszy zamordowano w Rzymie jakiś czas wcześniej, możliwe że również z polecenia rodziny. Sprawa miała podłoże polityczne, bowiem w proceder zaangażowany był faworyt i wyzwoleniec ówczesnego dyktatora Lucjusza Korneliusza Sulli Chryzogonos. Dopisał on nieżyjącego na listy proskrypcyjne, co pozwoliło spiskowcom przejąć jego majątek wart 250 talentów, za ułamek tej kwoty. Obawiając się jednak zdemaskowania, grupa postanowiła przerzucić odpowiedzialność za zbrodnię na syna zamordowanego Sekstusa, wytaczając mu proces, co przy okazji miało również na celu pozbycie się prawowitego dziedzica zgrabionej fortuny.
Obrony Roscjusza młodszego podjął się, cieszący się poparciem części arystokracji zniecierpliwionej samowolą Chryzogonosa Cyceron, wtedy jeszcze początkujący adwokat (81-80 p.n.e.). Udana obrona Rosjusza otworzyła mu drzwi do wielkiej kariery, o czym sam pisał po latach: Największa sława i znaczenie rodzą się wtedy, gdy się staje w czyjejś obronie, a zwłaszcza jeśli się przychodzi z pomocą człowiekowi, na którego zdaje się nastawać ktoś możny (De Officiis II.14). Roscjuszowi po uwolnieniu od zarzutów nie udało się odzyskać majątku.